# Almedinilla
Almedinilla és un municipi de la província de Còrdova a la comunitat autònoma d'Andalusia, a la comarca de la Subbética cordovesa. Està situat entre Priego de Córdoba i Alcalá la Real. És conegut per la qualitat de la seva oli d'oliva verge extra i pel patrimoni arqueològic, en el qual destaca la vil·la romana d'El Ruedo i un poblat ibèric sobre el Cerro de la Cruz.

## Demografia
| 1996  | 1998  | 1999  | 2000  | 2001  | 2002  | 2003  | 2004  | 2005  | 2006  |
| ----- | ----- | ----- | ----- | ----- | ----- | ----- | ----- | ----- | ----- |
| 2.572 | 2.554 | 2.555 | 2.527 | 2.544 | 2.547 | 2.565 | 2.563 | 2.534 | 2.536 |